# アキラボーイ
アキラボーイ（別名: 松田 明〈まつだ あきら〉、1979年〈昭和54年〉3月9日 - ）は、日本のお笑いタレントでありデジタルアーティストでもある。
日本で唯一のアニメ漫才師であり、日本で初めてプロジェクターの映像との融合芸を発案したデジタル芸のパイオニア。大阪府大阪市出身。身長174cm、血液型O型。現在、代表取締役も務めている「デジタルトイボックス株式会社」所属。バツイチ。

## 来歴
- 1979年3月9日、大阪府東大阪市瓢箪山にて生誕。
- 1993年、小学、中学生時代に、四コマ漫画を描いたり、マリオペイントで自主アニメ制作、ゲーム「デザエモン」でオリジナルシューティングゲーム作りなどをして、友達に見せて楽しむ日々。
- 1998年4月、成安造形大学に進学。
- 2000年1月、デジタルアーティスト「松田明」として活動始める。
- 2001年1月、NHKデジタル・スタジアムで作品「無リアルコントローラー」が紹介されTV初出演。
- 2002年1月、芸術家として活動する傍ら、グラフィックデザイナーとして活躍。
- 2003年1月、日清製粉お好み焼き粉たこ焼き粉のイメージキャラクター「オコタコロック」を制作。
- 2005年6月、デザインの仕事が当時の収入源であったが、自分の作品で食べて行く事を決意し、デザイナーの仕事を辞めて上京する。
- 2006年1月、エンタの神様に出る事を目標に、お笑い芸人として活動する事を決断する。
- 2006年6月、ワタナベエンターテインメントの舞台でお笑い芸人としてデビューし、その後アキラボーイプロダクションとして活動を行う。
- 2006年12月、NHKデジタル・スタジアムで「アニメ漫才」を披露し芸人としてTV初出演。
- 2007年9月、エンタの神様に「イヌスケの下着泥棒」で初出演。
- 2008年1月、アジアデジタルアート大賞に入選。
- 2008年6月、芸能プロダクションRUFに移籍。
- 2010年6月、仕事に限界をきたしRUFを辞め、アキラボーイデジタルプロダクションとして独立。
- 2010年7月、iPadアプリ制作など、独自コンテンツ制作を強めて行く。
- 2011年2月、ゲームレコードGPでファミコンチャレンジ最多冠記録を樹立（18冠王）。2ndシーズングランドチャンピオンに輝く。
- 2012年3月、日本テレビ「iCon」D-1グランプリ（デジタル芸人No.1決定戦）で優勝☆
- 2012年3月、福岡の飯塚オートレース場にて、アトラクション制作などを含めたデジタルパークのプロデュースを始める。
- 2012年5月、ホリプロコムと業務提携を行う。
- 2012年5月、日本テレビ系列「スッキリ!!」に初出演。この日のGoogle急上昇検索キーワードランキングの4位になり、この頃から一気に仕事の量が膨大化する。
- 2012年11月、TBS系列「中居正広の金曜日のスマたちへ」で特集される。
- 2013年3月、アジアデジタルアート大賞2012 エンターテイメント部門大賞受賞、経済産業大臣賞受賞。
- 2014年11月、読売テレビ放送「朝生ワイド す・またん！ ＆ ZIP!」で特集される。
- 2015年3月、デジタルエンターテイメント企業「デジタルトイボックス株式会社」を立ち上げる。
- 2015年8月、子ども向けデジタルアートの展覧会「こどものゆめミュージアム」の展開を始める。

## 芸風
- スクリーンに投影されたアニメの相方（イヌスケ等）と、アキラボーイが漫才をしたりコントをしたりするアニメ漫才という形式が代表作である。相方は全部で48体いるらしく、イヌスケ、タヌキチ、オバゾー、ウサオ、クマゴロウ等がいる。ちなみに、相方の声は、全て、アキラボーイ本人である。
- その他、カラクリアニメーションという、スクリーンから顔だけを出したアキラボーイと映像の体をリアルタイムに合成するネタがある。
- スクリーン投影という手法を使うため、ライブ会場によっては、客席を明るくしてステージを暗くするという通常とは逆の照明にすることがある。
- 尊敬する芸能人は明和電機。
- iPadの様なネタがあり、モニタを傾けたり、団扇で扇ぐと映像の中のタヌキチくんのスカートがめくれるというネタを『エンタの神様』で披露している。
- 『ゲームレコードGP』という番組では、番組史上もっとも優勝回数が多い芸人としてゲームの「神」と呼ばれている。
- 『淳の休日』という番組で、ナイトサファリという動物のコスプレが募集された時に、全身キリンのコスプレで登場し優勝している。
- 2011年の紅白で嵐が見せた映像芸がカゲムのパクリという噂が出たが、カゲムのさらに元の源流はアキラボーイと言われている。
- 2001年に『デジタルスタジアム』という番組で、「グリアウーナ」という作品でスクリーンの前に人が立ち、格闘ゲームを演じる作品で受賞しているが、この作品が世界でも初の全ての映像芸の始まりとされている。
- テレビ番組で子どもに大人気と紹介される事が多く、全国の幼稚園や保育園、小学校などで営業を廻る事が多い。
- 福岡の飯塚にある「飯塚オートレース」の一部の場所を借り、デジタル遊園地をプロデュースしている。映像を使ったデジタルアトラクションを数多く制作し、展開している。

## 人物
- 元デザイナーであり、グラフィックデザインや映像制作等も手掛けていた。

## テレビ
- 中居正広の金曜日のスマたちへ（TBS系列）アキラボーイ特集がされる。金スマメンバーと初絡み。
- スッキリ!!（日本テレビ系列）アキラボーイ特集がされ、芦田愛菜ちゃんとの競演など。2012.5.3付けのGoogle急上昇検索キーワードランキングの4位になる。
- ZIP!（日本テレビ系列）笑いの単語帳のコーナーに準レギュラー出演。
- はなまるマーケット（TBS系列） - アキラボーイ特集が放送された。
- メレンゲの気持ち（日本テレビ系列）パフォーマンスゲストとして登場。
- ジャニ勉（関西テレビ系列）ゲストとして登場。関ジャニメンバーと初絡み。
- お願い!ランキング（●テレビ朝日系列） - ファミコン俺のスゴワザのコーナに登場し、満点評価を叩き出すなど、高い評価を受ける。
- デジスタティーンズ（NHK教育） - 特認教授として登場。
- エンタの神様（日本テレビ系列） - 2007年9月1日初出演。キャッチコピーは「2次元と3次元の融合体」。
- iCon（日本テレビ）D-1グランプリ（デジタル芸人No.1決定戦）にて優勝。
- デジタル・スタジアム（NHK BS2） - 作品「グリアウーナ」（2001年）、「身・外・闘・機」（2002年）、「アニメ漫才」（2006年）でベストセレクション入りを果たしている。
- ゲームレコードGP（CS放送・MONDO TV） - ゲーム（ファミコン）の腕がかなり巧く、ファーストシーズン9冠王、セカンドシーズン18冠王（番組史上最多冠記録）、セカンドシーズングランドチャンピオンという称号を持っている。
- あらびき団（TBS系列） - 2008年11月19日初出演。この番組では、スクリーンから顔を出したアキラボーイの姿が横から撮られるということをされていた。
- 天才てれびくんMAX ビットワールド（NHK教育）- 2009年9月25日初出演。番組キャラクターの印度のカレー君を相方に漫才をしている。
- 淳の休日（フジテレビ）-番組内コーナー「ナイトサファリ」（動物コスプレコンテスト）にて優勝する。
- ピラメキーノ640（テレビ東京系列） - 2013年4月からアキラボーイとタヌキチくんのアニメ漫才のコーナーを放送。
- ろーかる直送便 デジタルアートon TV FUKUOKA（NHK総合） - アキラボーイ特集がされる。
- 東京都さまぁ〜ZOO（テレビ東京） - さまぁ〜ずと初絡み。
- おはスタ - 2014年2月19日出演。「ひなこ姫を起こせ!」

## 新聞
- 2007年1月 西日本新聞でアキラボーイが紹介される。
- 2012年9月16日 毎日新聞、西日本新聞で作品「飯塚MOVING WALL」が紹介される。

## インターネット
- 科学系サイト@九州「GALIKEON」

## ライブ
- アキラボーイ単独ライブ2009「少年十色」（東京）

## イベント
- サマーソニック'07（幕張メッセ／千葉）
- NHKワンダーワールド（ケヤキ通り広場／東京）
- YouTubeネタバトル -今年最後のネタ祭り-（SHIBUYA109／東京）
- DMDアニメコンテスト受賞作品発表会 ゲスト出演
- あーとみっくアートコンテスト受賞作品発表会 ゲスト出演

## 受賞歴
- デジタル・スタジアム2002年「グリアウーナ」ベストセレクション受賞
- デジタル・スタジアム2003年「身・外・闘・機」ベストセレクション受賞
- 芸術科学会学会誌DiVA4号メディアアートコンテスト「グリアウーナ」最優秀賞受賞
- MCTPモバイルコンテスト2005「空想風景」大阪府知事賞一般の部 モバイルアイデア部門賞受賞
- デジタルスタジアム2006年「アニメ漫才」ベストセレクション受賞
- アジアデジタルアート大賞2007「イヌスケの下着ドロボウ大捜査線」審査員特別賞
- CS「ゲームレコードGP」ファミコンチャレンジグランドチャンピオン
- 「淳の休日」ナイトサファリ・動物コスプレコンテスト優勝
- D-1グランプリ（デジタル芸人グランプリ）優勝（日本テレビ）
- アジアデジタルアート大賞2012「飯塚MOVINGWALL」入選
- アジアデジタルアート大賞2012「アニメ漫才」エンターテイメント部門大賞
- アジアデジタルアート大賞2012「アニメ漫才」経済産業大臣賞受賞